# 강건종합군관학교
강건종합군관학교(姜健綜合軍官學校)는 조선민주주의인민공화국 평양직할시에 있는 군사교육기관이다. 위치는 평양순안국제공항 인근이다. 
1945년 개교한 평양학원 중 군사교육 부문이 따로 떨어져 나와 1946년 중앙보안간부학교로 흡수된 것을 시작으로, 제1군관학교, 강건군관학교로 개칭되었다가 1955년부터 현재의 명칭으로 불린다. 
마지막 두번의 개칭은 한국 전쟁 중 사망한 당시 조선인민군 총참모장 강건의 이름을 딴 것이며, 이 학교의 교내에는 강건의 동상이 세워져 있다.
정규 과정의 학생들은 졸업후 소위로 임관하여 초급 지휘관으로 임용되므로, 대한민국 육군사관학교와 기능상 거의 유사하다. 해군 장교는 김정숙해군대학, 공군 초급 지휘관은 김책공군대학에서 배출된다.

## 형집행
2015년 4월 30일, 현영철 인민무력부장이 평양 순안구역에 있는 강건종합군관학교 사격장에서 고사총으로 총살됐다. 정통한 대북소식통에 따르면, 현영철은 지난 4월30일 평양 강건종합군관학교 회의실에 불려나와 '최고사령관 명령 불복죄'에 따른 즉결 처형을 언도받은 뒤 곧바로 강건종합군관학교 사격장으로 끌려나가 총살되었다. 현영철의 처형을 언도한 회의실에는 총정치국, 총참모부, 무력부, 보위부, 보안부 등 각 국장급 이상 150명 간부가 모였다.

## 같이 보기
- 조선인민군
  - 김정숙해군대학
  - 김책공군대학
- 대한민국 국군
  - 대한민국 육군사관학교
  - 대한민국 해군사관학교
  - 대한민국 공군사관학교

## 참고자료
- 《연합뉴스》 (2001.10.4) 북 혁명원로 어떤 대우 받나 (《중앙일보》 재인용)